# Ralph Ufford
Sir Ralph Ufford († 9. April 1346 in Kilmainham) war ein englischer Ritter und königlicher Justiciar of Ireland.

## Herkunft
Ralph Ufford war ein jüngerer Sohn von Robert Ufford, 1. Baron Ufford (1279–1316) und von dessen Frau Cicely († 1325), einer Tochter von Robert de Valoignes. Sein älterer Bruder Robert Ufford wurde 1337 zum Earl of Suffolk erhoben.

## Militärische Karriere
1324 begleitete Ufford Edmund of Woodstock, 1. Earl of Kent, als dieser während des Kriegs von Saint-Sardos zu Friedensverhandlungen nach Paris reiste. Entweder 1335 oder 1336 nahm Ufford während des Zweiten Schottischen Unabhängigkeitskriegs an einem der Feldzüge von König Eduard III. nach Schottland teil, dabei gehörte er zur englischen Besatzung von Perth. Vor 1337 wurde er zum Knight Bachelor geschlagen. Zu Beginn des Hundertjährigen Kriegs gehörte er als Ritter dem königlichen Haushalt an und begleitete den König von 1338 bis 1340 nach Flandern. Vor September 1342 war er zum Knight Banneret geschlagen worden, und der König versprach ihm jährlich eine Pension von £ 200, solange er nicht Ländereien erhalten hätte, aus denen er ein entsprechendes Einkommen beziehen würde. Im Oktober 1342 führte er drei Ritter, elf Knappen und acht berittene Bogenschützen wieder nach Flandern.

## Justiciar of Ireland
Im Mai 1343 wurde Uffords jährliche Pension um £ 100 erhöht, und ein weiterer Gunstbeweis des Königs war seine Verheiratung im Juni 1343 mit Matilda of Lancaster, einer Cousine dritten Grades des Königs und Witwe von William de Burgh, 3. Earl of Ulster. William de Burgh war 1333 ermordet worden, worauf seine Besitzungen in Irland von irischen Rebellen besetzt worden waren. Sein Erbin war Williams und Matildas minderjährige Tochter Elizabeth, die mit Lionel of Antwerp, einem Sohn des Königs, verheiratet worden war. 1344 wurde Ufford nun zum Justiciar, also zum Stellvertreter des Königs in Irland, ernannt. Dieses Amt hatte bereits sein Großvater Robert of Ufford im 13. Jahrhundert innegehabt, doch offensichtlicher war, dass Ufford in Irland die Ansprüche seiner Frau und vor allem die ihres Schwiegersohns Lionel of Antwerp auf die Besitzungen der de Burghs durchsetzen sollte. Dazu stellte ihm der König eine Streitmacht von 40 Men-at-arms und 200 Bogenschützen zur Verfügung, so dass Ufford durchaus in der Lage war, die königliche Autorität in Irland auch militärisch durchzusetzen. Dies führte unweigerlich von Beginn seiner Amtszeit an zu Spannungen mit den einheimischen anglo-irischen Adligen, gegen die sich die Ansprüche seiner Frau teilweise richteten. Dazu verdächtigten die einheimischen Adligen Ufford, auch die Ansprüche anderer englischen Adliger auf irische Besitzungen durchsetzen zu wollen, und sie warfen ihm sogar vor, dass er den meisten einheimischen Adligen generell ablehnend gegenüberstand.
Kurz nach seiner Ankunft im Juli 1344 in Dublin zog Ufford nach Munster im Süden. Damit machte er die königlichen Rechte in Youghal und Inchiquin im County Cork geltend, nachdem Maurice FitzGerald, 1. Earl of Desmond nach dem Tod von Giles de Badlesmere, 2. Baron Badlesmere 1338 diese Regionen besetzt hatte. Dazu sicherte er die königliche Verwaltung der Herrschaften der Familie Ormond für die verwitwete Countess of Ormond, einer Tochter des englischen Earl of Hereford und deren neuen Ehemann Thomas Dagworth. Auch hier hatte der Earl of Desmond bereits die Verwaltung übernehmen wollen. Über Leinster zog Ufford zurück nach Dublin, wobei er dem König zusicherte, die Unruhen in Munster beseitigt und die königliche Herrschaft in Leinster gesichert zu haben. Im März 1345 zog er nach Norden nach Ulster. Am Moirypass verlor er bei einem Überfall eine Anzahl von Pferden sowie sein Gepäck und seine Kriegskasse, doch in Ulster setzte er den herrschenden Ó Néill ab und ersetzte ihn durch einen rivalisierenden Verwandten. Im Süden kam es nun zu einem Aufstand des Earl of Desmond. Daraufhin zog Ufford im Sommer 1345 mit seinem Heer erneut nach Munster. Sein Heer verstärkte er dabei bis Oktober auf mehr als 2000 Mann, wodurch er die Burgen der Rebellen erobern konnte. William Grant, den Seneschall Desmonds, ließ er als Verräter durch Hanged, drawn and quartered hinrichten, während der Earl selbst als Geächteter zu einheimischen irischen Rebellen überlief. Dazu ließ Ufford Maurice FitzGerald, 4. Earl of Kildare – angeblich in einem Hinterhalt – verhaften, weil er ihm mangelnde Unterstützung vorwarf. Kildare blieb in Haft, während seine Herrschaft von Ufford besetzt wurde.
Anfang 1346 erkrankte Ufford jedoch. Er zog sich in die Johanniterkommende Kilmainham bei Dublin zurück, wo er im April starb. Seine Frau Matilda floh mit seinem Leichnam zurück nach England. Ufford wurde in Campsey Ash in Suffolk beigesetzt, seine Witwe trat 1347 in das dortige Augustinerinnenstift ein. Ufford hatte aus seiner Ehe mit Matilda eine Tochter, Maud, die möglicherweise erst nach seinem Tod geboren wurde.
Die gewaltsame Amtszeit von Ufford in Irland wirkte sich scheinbar klärend auf die Beziehungen zwischen König Eduard III. und den anglo-irischen Magnaten aus. Nach Uffords Tod rehabilitierte der König die Earls of Desmond und Kildare, die beide während der 1350er Jahre als königlicher Justiciar dienten.